# Belgische Gouden Schoen 1989
De verkiezing van de Belgische Gouden Schoen 1989 werd in 1990 gehouden. Michel Preud'homme won de eervolle voetbalprijs voor de tweede keer en werd daarmee de tot dan toe enige doelman die de prijs meer dan één keer won.

## De prijsuitreiking
Heel wat spelers van KV Mechelen kwamen eind jaren 80 in aanmerking voor de Gouden Schoen. Michel Preud'homme en Lei Clijsters hadden er elk al één, dus leek de kans groot dat de trofee begin 1990 naar ploegmaat Marc Emmers zou verhuizen. De polyvalente Limburger was een belangrijke pion in het team van Aad de Mos dat in 1989 de landstitel had veroverd. Emmers kon op elke positie uitgespeeld worden.
Toch kozen de stemgerechtigden opnieuw voor Michel Preud'homme. De 30-jarige doelman leek elk jaar nog steeds beter te worden. Zijn knappe en belangrijke reddingen hadden Mechelen in 1989 naar de titel geloodst. Emmers werd tweede, terwijl Marc Degryse voor het derde jaar op rij in de top 3 eindigde.

## Top 3
| Nr. | Land            | Naam               | Club(s)                      | Punten |
| --- | --------------- | ------------------ | ---------------------------- | ------ |
| 1.  | Vlag van België | Michel Preud'homme | KV Mechelen                  | 386    |
| 2.  | Vlag van België | Marc Emmers        | KV Mechelen                  | 209    |
| 3.  | Vlag van België | Marc Degryse       | Club Brugge / RSC Anderlecht | 177    |

1954 · 
1955 · 
1956 · 
1957 · 
1958 · 
1959 · 
1960 · 
1961 · 
1962 · 
1963 · 
1964 · 
1965 · 
1966 · 
1967 · 
1968 · 
1969 · 
1970 · 
1971 · 
1972 · 
1973 · 
1974 · 
1975 · 
1976 · 
1977 · 
1978 · 
1979 · 
1980 · 
1981 · 
1982 · 
1983 · 
1984 · 
1985 · 
1986 · 
1987 · 
1988 · 
1989 · 
1990 · 
1991 · 
1992 · 
1993 · 
1994 · 
1995 · 
1996 · 
1997 · 
1998 · 
1999 · 
2000 · 
2001 · 
2002 · 
2003 · 
2004 · 
2005 · 
2006 · 
2007 · 
2008 · 
2009 · 
2010 · 
2011 · 
2012 · 
2013 · 
2014 · 
2015 · 
2016 · 
2017 ·
2018 ·
2019 ·
2020 ·
2022 ·
2023 ·
2024